# 라 마피아
《라 마피아》(이탈리아어: Lo spietato)는 2019년에 넷플릭스에서 방영한 이탈리아의 영화이다.

## 캐스팅
주연
- 리카르도 스카마르시오 : 산토 루소 역
- 사라 세라이오코 : 마리안젤라 역

조연
- 발렌타인 페이옌
- 알레시오 프라티코
- 마리-앙주 카스타